# Yaeyama (tàu tuần dương)
Yaeyama là một tàu tuần dương không được bảo vệ của Hải quân Đế quốc Nhật Bản. Cái tên Yaeyama lấy theo tên quần đảo Yaeyama, phần cực nam của ba hòn đảo tạo thành quận Okinawa hiện nay. Yaeyama được sử dụng bởi Hải quân Đế quốc Nhật Bản như là một tàu thông báo, trinh sát và gửi các thông điệp ưu tiên cao.

## Khái quát
Yaeyama được thiết kế dưới sự giám sát của cố vấn quân sự Pháp Emile Bertin, và được đóng tại Nhật Bản bởi Xưởng Hải quân Yokosuka. Động cơ của tàu là loại động cơ hơi nước 3 mức 3 xi lanh cung cấp 6 nồi hơi nhập khẩu từ Hawthorn Leslie and Company ở Anh. Với động cơ mạnh mẽ, tốc độ 20,75 hải lý trên giờ (38,43 km/h), trang bị vũ khí hạng nặng và bọc thép, Yaeyama là một ví dụ về triết học Jeune Ecole về chiến tranh hải quân do Bertin ủng hộ. Do kích thước nhỏ của nó, đôi khi nó được phân loại là tàu pháo hoặc tàu hộ tống nhỏ.

## Thiết kế
Yaeyama là tàu bọc thép được sản xuất trong nước thứ hai tại Nhật Bản. Nó dùng hai cột buồm cho động cơ buồm hơi phụ trợ. Yaeyama được trang bị 3 khẩu súng QF 4,7 inch và 8 khẩu QF 3-pounder Hotchkiss. Ngoài ra, nó mang theo hai ngư lôi, gắn trên boong.